# M202 FLASH
Le M202 FLASH ("Flame Assault Shoulder") est un lance-roquettes américain fabriqué par Northrop Corporation, conçu pour remplacer les lance- flammes datant de la Seconde Guerre mondiale (tels que le M1 et le M2 ) qui sont restés les dispositifs incendiaires standard de l'armée jusque dans les années 1960. Le prototype de lance-roquettes XM202 a été testé pendant la guerre du Viêt Nam, dans le cadre du système XM191.

## Caractéristiques
Le lance-roquettes M202A1 est constitué de quatre tubes pouvant accueillir des roquettes incendiaires de calibre 66 mm. Les fusées M74 sont équipées d'ogives M235, contenant environ 1,34 livres (610 g) d'un agent incendiaire. La substance, souvent confondue avec le napalm, est en fait du TPA (agent pyrophorique épaissi).

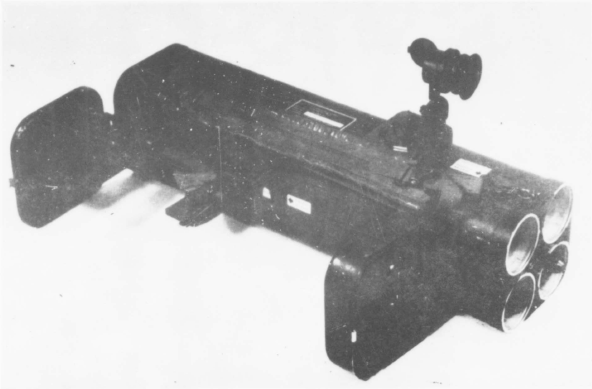
M202 déployé.

Le TPA est du triéthylaluminium (TEA) épaissi avec du polyisobutylène, la  présence de n-hexane étant destinée à empêcher le déclenchement d'une combustion spontanée après la rupture de l'ogive. Le TEA, un composé organométallique, est pyrophorique et brûle spontanément à des températures de 1 600 °C (2912 ºF) lorsqu'il est exposé à l'air. Il brûle "à blanc" à cause de l'aluminium, dont la combustion aboutit à des températures bien plus élevées que celles de l'essence ou du napalm. L'émission de lumière et de chaleur est très intense et peut provoquer des brûlures cutanées à proximité sans contact direct avec la flamme, par le seul effet du rayonnement thermique. Une munition alternative sous la désignation XM96, destinée au contrôle des foules et remplie de gaz CS, a été également testée mais n'a jamais été mise en service.

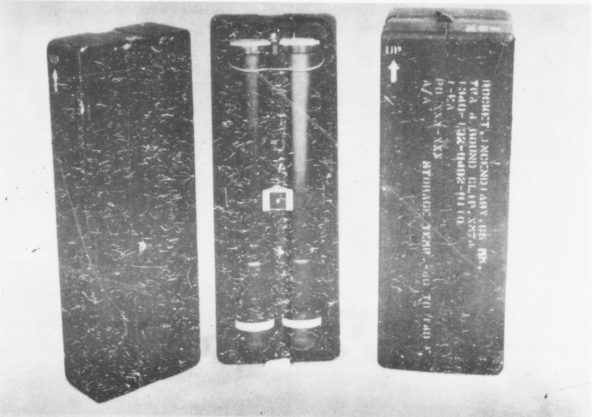
Composant contenant l'agent incendiaire M74

L'arme est destinée à être tirée de l'épaule droite et peut être tirée en position debout, accroupie ou couchée. Elle est approvisionnée via un magasin contenant un ensemble de quatre roquettes. Le magasin est inséré par la partie postérieure du lance-roquette et peut également être inséré au-delà de la position de mise à feu pour rendre l'arme chargée plus aisément transportable.

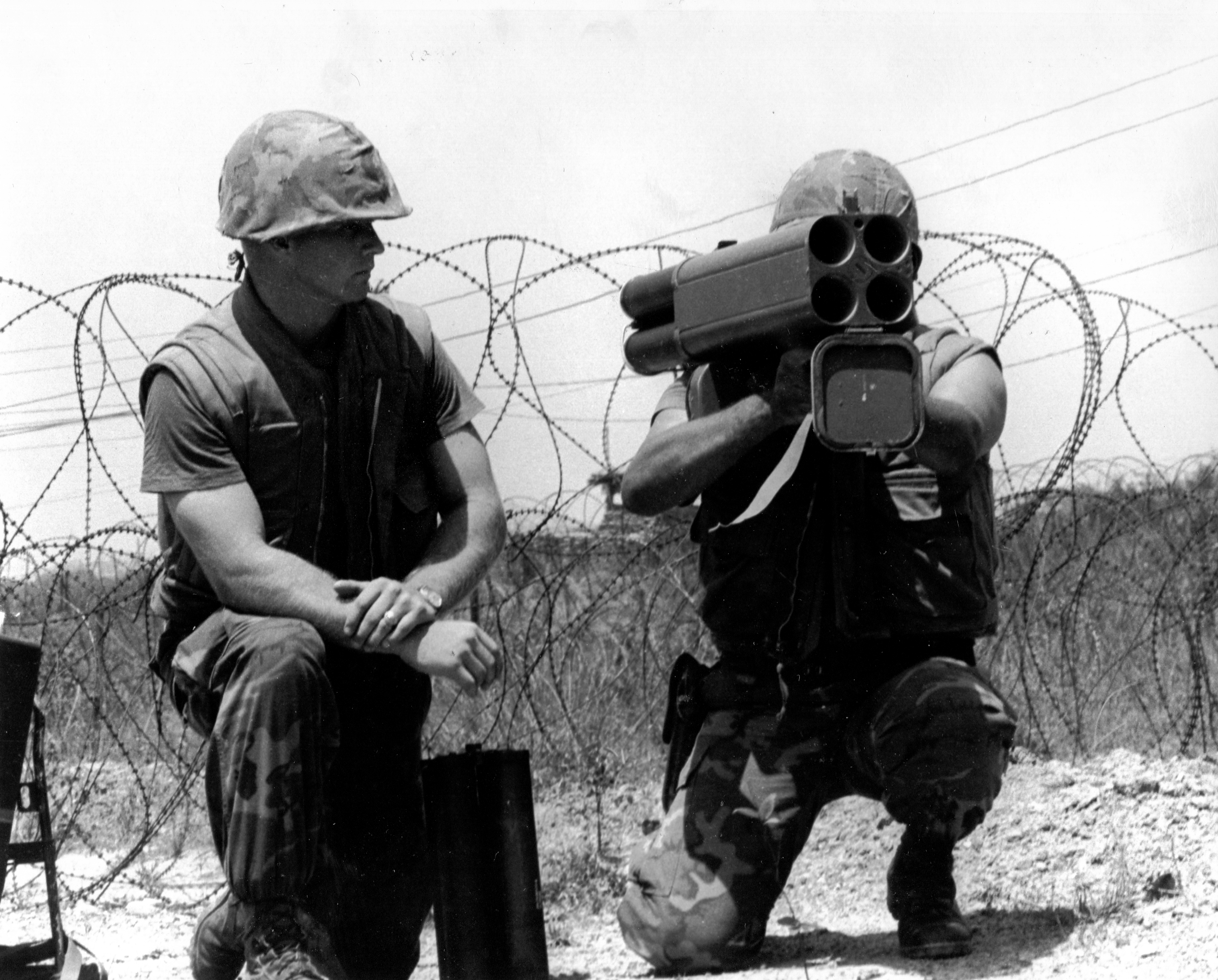
Des marines se préparant à tester un M202 au Sud-Vietnam, 1970

Le M202A1 a été évalué comme ayant 50% de chances d'atteindre les cibles suivantes aux distances indiquées, en partant de l'hypothèse d'un tir simultané des quatre roquettes :
- Ouverture d'un bunker : 50 mètres
- Fenêtre : 125 mètres
- Poste d'armes ou véhicule à l'arrêt : 200 mètres
- Formation de troupes de la taille d'une escouade : 500 mètres

## Histoire

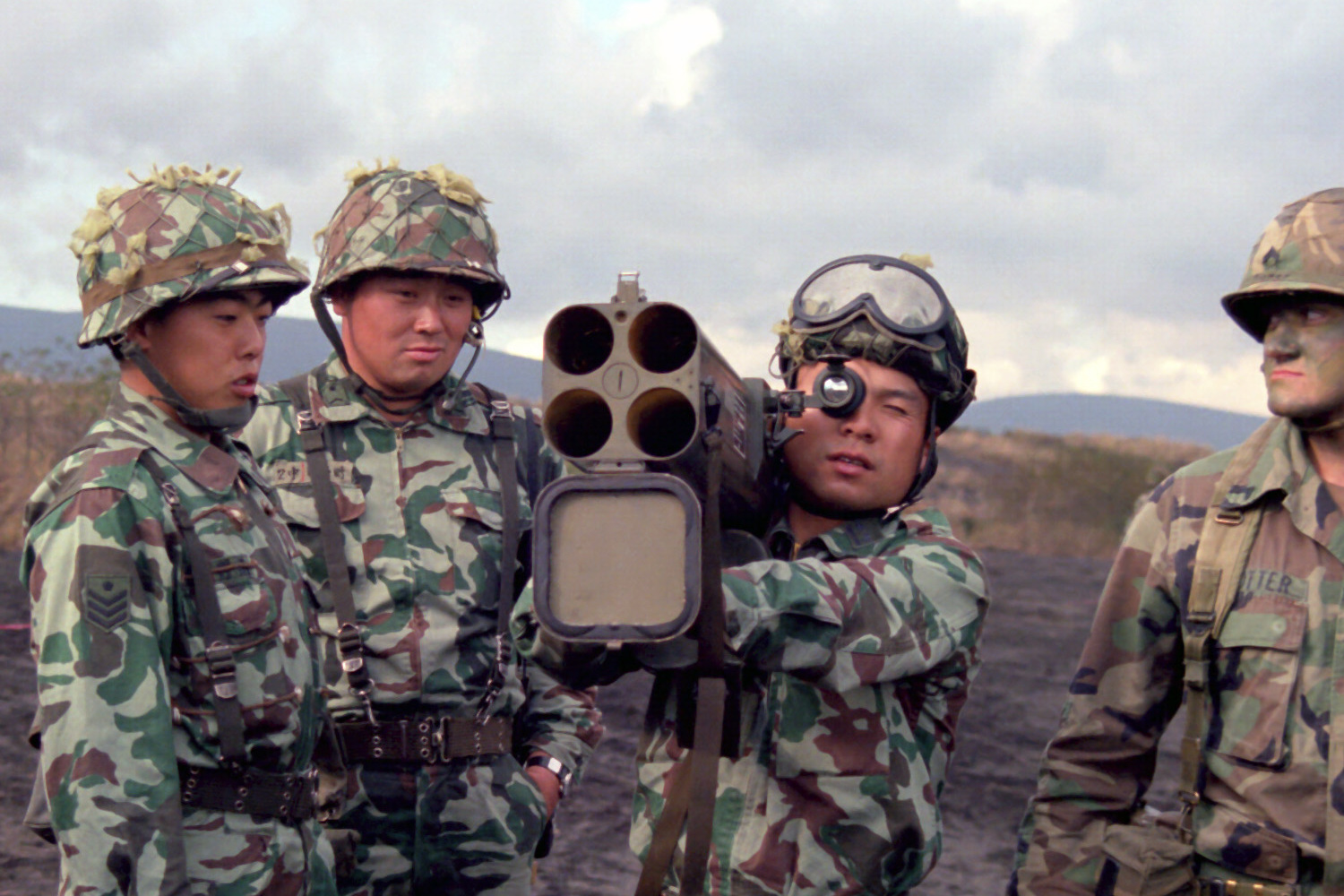
Un militaire japonais avec un M202 lors de manœuvres américano-japonaises en 1985.

L'armée des États-Unis a fabriqué lE M202 en fonction de ses besoins, le quartier général de chaque compagnie de fusiliers étant autorisé à utiliser un seul lanceur, généralement émis à raison d'un par peloton. Bien que beaucoup moins lourd que le lance-flammes M2 qu'elle a remplacé, l'arme était toujours volumineuse à utiliser et les munitions souffraient de problèmes de fiabilité. En conséquence, l'arme s'est rapidement trouvée reléguée aux entrepôts dès le milieu des années 1980, même si elle fait toujours nominalement partie de l'arsenal de l'United States Army.
Pour l'USMC, le M202 a été fourni à des équipes dédiées de 0351 Assaultman au niveau des bataillons. La section d'assaut du peloton contenait trois escouades, chacune avec une équipe de lance-roquettes. Avec l'introduction du Mk 153 Shoulder-Launched Multipurpose Assault Weapon (en) au milieu des années 1980, le M202 a été progressivement remplacé par ce dernier.
Ce lance-roquettes était la derniere arme lance-flammes de l'armée américaine. Des sources indiquent que Le M202A1 figure sur l'inventaire de l'armement des unités américaines dans la guerre en Afghanistan mais cela a été démentie par le département de la Défense.

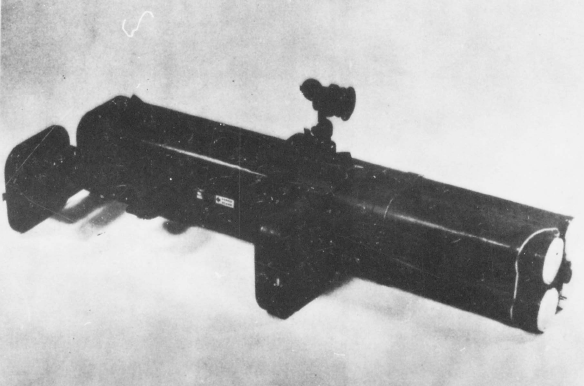
MPFW XM191

## Utilisateurs du M202

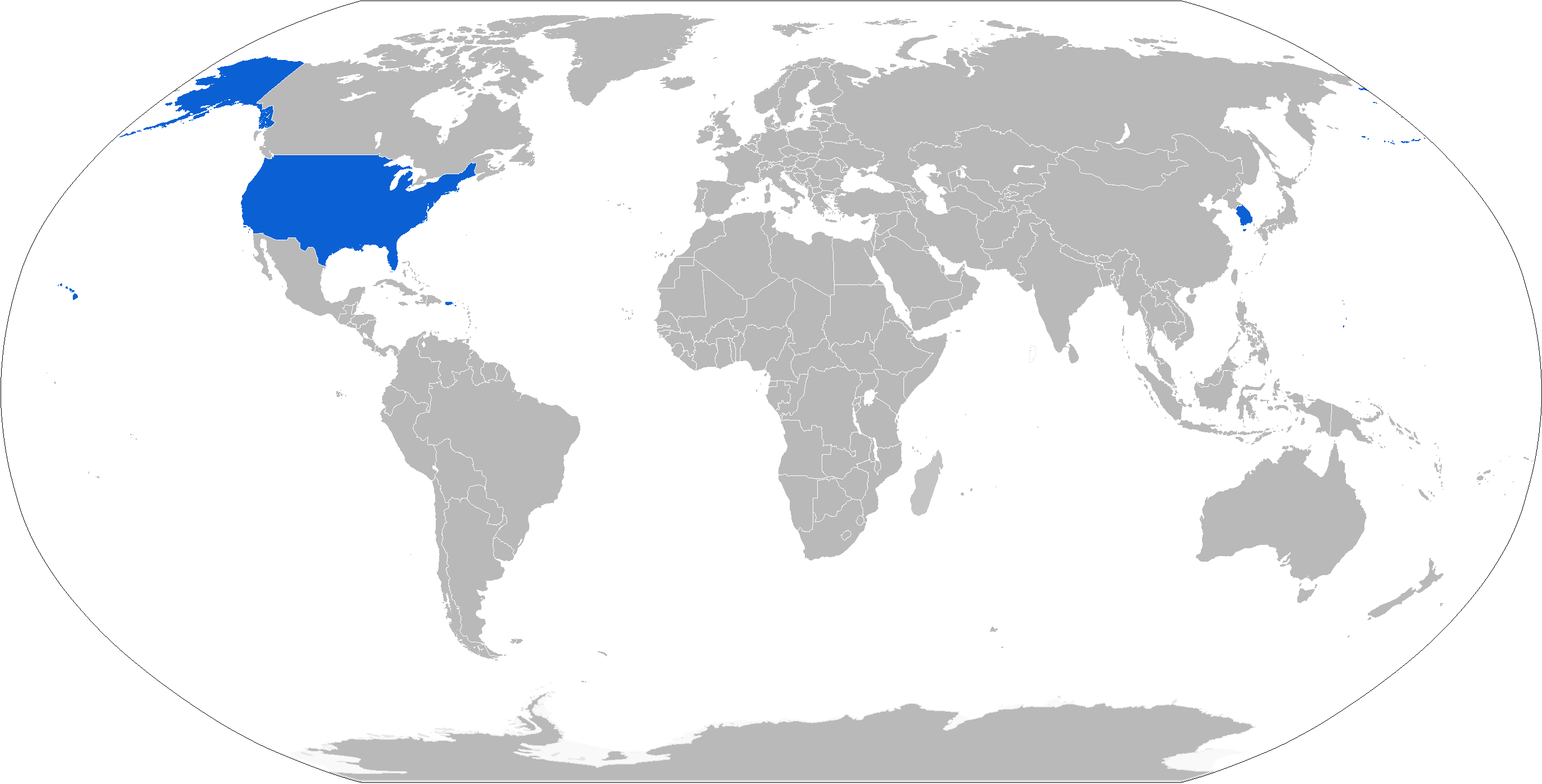
Carte présentant les états utilisateurs du M202 en bleu

### Utilisateurs actuels
- Corée du Sud 
  - Armée de terre de la république de Corée
- États-Unis d'Amérique 
  - United States Army